# 格林德岩
格林德岩（英語：Grinder Rock）是南極洲的岩石，處於因特克倫斯島東南端，屬於帕默群島的一部分，在1957年被繪入阿根廷和智利地圖，現時由南極條約體系管理。